# 青木佑磨
青木 佑磨（あおき ゆうま、1986年2月14日 - ）は、日本のシンガーソングライター、ギタリスト、ラジオパーソナリティ、メディアライター、司会者。埼玉県出身。アトミックモンキー所属。学園祭学園のメンバーで、アコースティック・ギター、ボーカル、作詞・作曲を担当。血液型はA型。

## 人物
愛称は「ゆーまさん」。自他共に認める鷲崎健の“トップオタ”。
POAROのファン。高校生の時、家のインターネット環境が整備され好きなラジオパーソナリティである伊集院光を調べたことがきっかけでPOAROを知った（POAROは当時「伊集院光 深夜の馬鹿力」のコーナーに投稿をしていた）。
趣味は「ジャニーズアイドル鑑賞」特にSMAP・関ジャニ∞・Snow Manのファンである。担当は関ジャニ∞は安田章大、Snow Manは宮舘涼太。
特技は「作詞、作曲、動物豆知識、ビリビリが効かない」。
大の動物好きで、全国の動物園に精通するレベル。アニマルモチーフの服を着ていることが多く、本人のTwitterにもよく動物の写真や動画がアップされる。
幼少期、学校の視聴覚室にある壊れた電源タップの剥き出しの電気部品を頻繁に触っていたためビリビリペンなどの電気が効かない。
好きな食べ物は寿司、牡蠣、旬のもの。苦手な食べ物は長時間保温した米。
食べ物の中で一番好きなのは牡蠣。20歳の時に鷲崎健に生まれて初めて食べさせてもらったためである。
好きなキャラクターはスヌーピー。中でも特に好きなのがウッドストック。
急性腰痛症もち。よくギックリ腰になる。

## 経歴
2005年
- 6月、POAROのマンスリーライブに観客として来ていたところ、伊福部崇に「偽鷲崎」としてステージに上げられ「ロボットの唄」を弾き語りで歌唱[6][7]。

2006年
- 12月、あさがやドラムで開催されている企画ライブ「アコギな夜」を観覧に行った際、ファンを交えた打ち上げの席で鷲崎健から「来月出ろ」と言われ、ライブ出演のためそこからオリジナル曲の作成を始める。

2007年
- 1月、個人名義でのライブ活動開始。以降「アコギな夜」のレギュラーとなる[1]。

2008年
- 8月26日、ライブ会場限定販売の1stミニアルバム「逆様の顛末」発売[1]。
- 8月31日、文化放送サテライト前にてCD手渡し会開催[8]。
- 12月29日、Shibuya O-nestで行われた「ポアロジャンボリー2008～2009」に出演。ステージ上でバンド名を訪ねられ「学園祭学園」と答えたことから以降「青木佑磨と学園祭学園」として活動[1]。

2011年
- 4月、正式に名義を「学園祭学園」として活動開始[1]。
- 7月、学園祭学園の1stシングル「まぼろし音楽／祭囃子がきこえる」発売[1]。

2014年
- 2月25日、学園祭学園1stアルバム「ユープケッチャ」発売[1]。
- 5月11日、レコ発記念として初のワンマンライブ「学園祭学園大学園祭」を代々木Zher the ZOOにて開催[1]。
- 11月9日、小尾元政、鷲崎健らと共に「アコギな夜」の大阪公演をLIVE HOUSE D'にて開催[9]。

2015年
- 2月、同じくクリエンタに所属する市川太一と鷲崎健 What a Pastaful Worldのクラウドファンディング特典アルバム製作記念同人誌「わし本」(仮)の制作を担当。
- 9月23日、渋谷TAKE OFF 7にて「アイドルと学園祭学園」を開催[10]。同ライブにて共演の3776とのコラボシングル「まぼろし音楽」を発売。

2016年
- 1月、アルバイトだったクリエンタに正式に所属。
- 2月15日、Trefleのセカンドシングル「桜」リリース記念「animeloLIVE!」生放送にて初MCを務める[11]。この日を「メディアに出てお金をいただいた初仕事」とし、芸能活動の開始日としている[12]。
- 4月6日、「鷲崎健のヨルナイト×ヨルナイト」の水曜アシスタントを担当[13]。初のレギュラー番組。
- 10月6日、「青木佑磨のミュージック+30」がスタート。初の冠番組。
- 12月11日、学園祭学園の2ndシングル「フェスタ」を『「鷲崎健のヨルナイト×ヨルナイト」イベント2016冬』において先行販売[14]。

2017年
- 4月4日、「学園祭学園の本気!アニラブ」がスタート。学園祭学園として初のレギュラー番組[15]。
- 4月8日、「A&Gリクエストアワー 阿澄佳奈のキミまち!」の隔週アシスタントを担当。初の地上波レギュラー。
- 4月21日、「鷲崎健のアコギFUN!クラブ」がスタート。
- 6月1日付で、アトミックモンキー所属となる[16]。
- 10月3日、「学園祭学園プレゼンツ 喋れ!学園祭」がスタート[17]。
- 10月8日、「えなこの○○ラジオ」がスタート[18]。
- 10月22日、「鷲崎健のヨルナイト×ヨルナイト」番組イベント「ヨナヨナフェス」にて、会場にて3rdシングル「嘘」を先行発売[19]。
- 12月13日、フリーペーパーアニカンVol.189 2017年12月号よりコラム「学園祭学園部活動日誌」を連載開始[20]。

2018年
- 6月20日、学園祭学園2ndアルバム「学園祭学園初期音源集 ユーモラス・ユーモラス」発売[21]。
- 8月31日、「えなこの○○ラジオ」テーマソングCD『OOps!!』発売[22]。リリースにあたり全国各地にてリリースイベントを行う[23]。プロモーションの一環として自身ほぼ初となるテレビ番組出演を経験する[24][25]。
- 11月28日、「GYAO! リスアニ!タイム」が配信開始[26]。

2019年
- 10月24日発行のデジタルアニカンVol.209以降発行がないためコラム「学園祭学園部活動日誌」の連載も29回で実質打ち切りとなる。
- 11月23日、学園祭学園YouTubeチャンネル[27]にて生配信「学園祭学園のユートピア通信」を開始。

2020年
- 1月29日、学園祭学園3rdアルバム「ユートピアだより」発売[28]。
- 8月28日、「えなコスTV」・「えなこの○○ラジオ」テーマソングCD『えなこわーるど』発売。

2021年
- 4月9日、単独ラジオ生放送冠番組「学園祭学園 青木佑磨のザ・ゴールデン・ゴールド・ゴー・ゴー」がスタート[29]。

## エピソード
幼少期に絵画、水泳、エレクトーンを習っていたが中途半端に辞めてしまいすべて身につかなかった。
学生時代、昼食代を節約してCDを買っていた。生まれて初めて買ったCDはSMAPの「君色思い」である。
高校時代、休み時間は鷲崎健楽曲の歌詞を携帯のメモに繰り返し打つことで過ごしていた。
最初に触れたラジオは当時読んでいた月刊少年ガンガン提供のラジオガンガン。
学生時代はラジオ漬けの毎日。『自分の知らない所で面白い事をやっているのが許せない』という理由で、聴ける範囲のラジオは全部聴いていた。そのため学校が貴重な睡眠時間確保の場だった。
定職に就いた30歳までは主に漫画喫茶でアルバイトをしていた。
2018年頃から体を鍛え始め、現実逃避先としてジムに逃げ込み続けたところ、2019年夏には腹筋が割れるほどの細マッチョになっていた。逆流食道炎になったことで、食事の直後に寝れなくなってしまった。
2019年末-2020年秋頃までは自担である安田章大の髪型髪色とお揃いにし続けていた。

## ディスコグラフィ
学園祭学園での活動は学園祭学園#ディスコグラフィ、オッド・アイでの活動はオッド・アイ#ディスコグラフィを参照。

### アルバム
| 枚  | 発売日        | タイトル   |
| --- | ------------- | ---------- |
| 1st | 2008年8月26日 | 逆様の顛末 |

### シングル
| 発売日          | タイトル        | 規格品番        | 収録曲 | 順位            |                 |
| えなこ×青木佑磨 | えなこ×青木佑磨 | えなこ×青木佑磨 | えなこ×青木佑磨 | えなこ×青木佑磨 | えなこ×青木佑磨 |
| --------------- | --------------- | --------------- | --- | --------------- | --------------- |
| 2018年8月31日   | OOps!!          | MOEA-0001       | 1. OOps!! - 歌：えなこ×青木佑磨、作詞・作曲：青木佑磨、編曲：ミヤマジュン 2. キミに♡メタモルフォーゼ - 歌：えなこ×青木佑磨、 作詞・作曲：青木佑磨、編曲：杉浦"ラフィン"誠一郎 3. 鋼鉄の絆～we are the animate～ - 歌：えなこ、作詞・作曲・編曲：Massive New Krew 4. OOps!! (Off Vocal) 5. キミに♡メタモルフォーゼ(Off Vocal) 6. 鋼鉄の絆～we are the animate～ (Off Vocal)                                       | 69位            |                 |
| 2020年8月28日   | えなこわーるど  | MOEA-0002       | 1. Colorful Fairy Voyage♪ - 歌：えなこ、プロデュース：木皿陽平(Stray Cats)、 作詞：真崎エリカ、作曲・編曲：本多友紀(Arte Refact) 2. 届け! W○○KEND - 歌：えなこ＆青木佑磨、作詞・作曲：青木佑磨、編曲：杉浦"ラフィン"誠一郎 3. おさんぽソング - 歌：えなこ＆青木佑磨、作詞・作曲：青木佑磨、編曲：杉浦"ラフィン"誠一郎 4. Colorful Fairy Voyage♪ -Karaoke- 5. 届け! W○○KEND -Karaoke- 6. おさんぽソング -Karaoke- |                 |                 |

スプリット・シングル
| 発売日        | タイトル                 | 収録曲     |
| ------------- | ------------------------ | ---------- |
| 2010年5月15日 | 学園祭学園学園祭のしおり | いっせーの |

### 歌詞・楽曲提供
- YouM-ix / YouM-ix[36]
  - 進化論(作詞：青木佑磨、作曲：小尾元政、編曲：二村学)
- 思春期 is Coming Back / 浅沼晋太郎・鷲崎健 ～思春期が終わりません!!テーマソングCD～[37]
  - ノー・シネマ・パラダイス(作詞：浅沼晋太郎、作曲：青木佑磨、編曲：杉浦"ラフィン"誠一郎)
- Magic Hour p.m.8／ラブラブのテーマ / FIVE STARS (黒沢ともよ、深川芹亜、田中美海、松田利冴、吉田有里) ～A&G NEXT BREAKS FIVE STARS番組テーマソングCD第3弾～[38]
  - Magic Hour p.m.8(作詞・作曲：青木佑磨、編曲：杉浦"ラフィン"誠一郎)
  - ラブラブのテーマ(作詞・作曲：青木佑磨、編曲：杉浦"ラフィン"誠一郎)
- A&G NEXT BREAKS FIVE STARS BEST / FIVE STARS (黒沢ともよ、深川芹亜、田中美海、松田利冴、吉田有里)[39]
  - 五芒星 (作詞・作曲：青木佑磨、編曲：三浦誠司)
  - ラブラブのテーマ(黒沢ともよソロ) (作詞・作曲：青木佑磨、編曲：杉浦"ラフィン"誠一郎)
  - ラブラブのテーマ(深川芹亜ソロ) (作詞・作曲：青木佑磨、編曲：杉浦"ラフィン"誠一郎)
  - ラブラブのテーマ(田中美海ソロ) (作詞・作曲：青木佑磨、編曲：杉浦"ラフィン"誠一郎)
  - ラブラブのテーマ(松田利冴ソロ) (作詞・作曲：青木佑磨、編曲：杉浦"ラフィン"誠一郎)
  - ラブラブのテーマ(吉田有里ソロ) (作詞・作曲：青木佑磨、編曲：杉浦"ラフィン"誠一郎)

## 出演
学園祭学園での活動は学園祭学園#出演を、出演番組のイベントは各項目を参照。※はインターネット配信。

### ラジオ・Web番組

#### 出演中
- 鷲崎健のアコギFUN!クラブ (2017年4月21日 - 、ニコニコ生放送※)
- えなこの○○ラジオ (2017年10月8日 - 、超!A&G+※ → QloveR※)[18]
- 桑原由気・青木佑磨のおしゃべりな本棚＠Live!（2022年8月20日 -、YouTube※）- 月1配信[40]

#### 終了・特番
- 青木佑磨のミュージック+30 (2016年10月9日 - 2016年12月25日、超!A&G+※)[41]
- A&Gリクエストアワー 阿澄佳奈のキミまち! (2017年4月9日 - 2022年3月26日、文化放送・超!A&G+※、隔週アシスタント)
- A&G ARTIST ZONE オッド・アイのTHE CATCH (2017年10月6日 - 2017年10月27日、超!A&G+※)[42]
- 超!A&G+スペシャル『LGエレクトロニクス・ジャパンプレゼンツ 瑠璃子・佑磨のウルトラワイドスペシャル』 (2017年12月15日、超!A&G+※・AG-ON Premium※)[43]
- 超!A&G+スペシャル『A&Gアカデミー パーソナリティスイッチオン!!』青木佑磨の平滑流暢 (2018年4月6日、超!A&G+※)[44]
- GYAO! リスアニ!タイム (2018年11月28日 - 2019年4月17日、GYAO!※)[26]
- HJ文庫編集カイギシツ！（2021年6月7日 - 2021年12月27日、YouTube※） - 週1配信（11月11日のみ休み）[45]
- 鷲崎健のヨルナイト×ヨルナイト (水曜担当) (2016年4月7日 - 2025年3月27日、超!A&G+※・ニコニコ生放送※)[46]
- 学園祭学園 青木佑磨のザ・ゴールデン・ゴールド・ゴー・ゴー (2021年4月9日 - 2025年3月28日、超!A&G+※・ニコニコ生放送※)[29]

### テレビ番組
- オーイシ・えなこの夜の×× - ペケペケ役 (2021年7月29日 - 、テレビ神奈川・BS11)

### 司会進行
- animeloLIVE!
  - Trefle セカンドシングル「桜」リリース記念「animeloLIVE!」生放送 (ニコニコ生放送※：2016年2月15日)[47]
  - ★アニソン、ヴァイオリン生演奏も!★石川綾子・DVD＆Blu-ray発売記念、生放送 (ニコニコ生放送※：2016年4月23日)[48]
  - 3rdシングル発売記念＆2nd Tourライブ映像視聴会 (ニコニコ生放送※：2016年10月14日)[49]
  - JPCC松戸アニソンフェス・事前特番＆出演者による生放送ライブ!! (ニコニコ生放送※：2016年11月4日)[50]
  - STARMARIE、生出演★ライブ＜STARMARIE 2016 LIVE THE FANTASY SHOW ～姫は乱気流☆御一行様～＞直前特番! (ニコニコ生放送※：2016年12月9日)[51]
  - 鷲崎健のアコギFUN!クラブ with 内田稔 ＜animeloLIVE!生放送ラスト!＞ (ニコニコ生放送※：2017年1月27日)[52]
- animelo mix
  - KOTOKO『tears cyclone -廻-』発売記念特番 supported by animelo mix (ニコニコ生放送※：2018年6月26日)[53]
  - KOTOKO 8th Album『tears cyclone -醒-』発売記念特番 supported by animelo mix (ニコニコ生放送※：2019年6月26日)[54]
  - fripSideニューアルバム「infinite synthesis 5」発売記念特番 supported by animelo mix (ニコニコ生放送※：2019年10月30日)[55]
  - オールラインナップ発表!! "リスアニ!LIVE 2021"特番 supported by animelo mix (ニコニコ生放送※：2020年11月21日)[56]
  - 中島由貴 デビューアルバム「Chapter Ⅰ」発売記念特番　supported by animelo mix (ニコニコ生放送※：2020年12月23日)[57]
- 神姫PROJECT・UNITIA
  - 『神姫PROJECT』公式継承者サミット (ニコニコ生放送※：2016年7月29日)[58]
  - DMM GAMES TOKYO GAME SHOW 2016 神姫PROJECT ステージ (ニコニコ生放送※：幕張メッセ 国際展示場ホール、2016年9月17日)[59]
  - 『神姫PROJECT』公式継承者サミット#2 (ニコニコ生放送※：2016年12月18日)[60]
  - 『神姫PROJECT』公式継承者サミット#3 (ニコニコ生放送※：2017年4月1日)[61]
  - 『神姫PROJECT』公式継承者サミット#4 (ニコニコ生放送※：2017年8月12日)[62]
  - 『神姫PROJECT』公式継承者サミット TGS出張版 (ニコニコ生放送※：幕張メッセ 国際展示場ホール、2017年9月23日)[63]
  - 『神姫PROJECT』公式継承者サミット#5 (ニコニコ生放送※：2017年12月23日)[64]
  - 『神姫PROJECT』公式継承者サミット#6 (ニコニコ生放送※：2017年3月24日)[65]
  - UNITIA公式! サービス開始直前生放送スペシャル (ニコニコ生放送※・Periscope※：2018年7月22日)[66]
  - 『神姫PROJECT』公式継承者サミット#7 (ニコニコ生放送※：2018年8月11日)[67]
  - DMM GAMES TOKYO GAME SHOW 2018 UNITIAステージ (ニコニコ生放送※：2018年9月23日)[68]
  - 【3周年】『神姫PROJECT』公式継承者サミット#8 (ニコニコ生放送※：2019年3月24日)[69]
  - 『神姫PROJECT』公式継承者サミット#9 (ニコニコ生放送※：2019年9月21日)[70]
  - 【4周年】『神姫PROJECT』公式継承者サミット#10 (ニコニコ生放送※・YouTube※・Periscope※：2020年3月22日)[71]
  - 『神姫PROJECT』公式継承者サミット#11 (ニコニコ生放送※・YouTube※・Periscope※：2021年3月26日)[72]
- にじさんじ
  - にじさんじ イベント直前 「Virtual to LIVE in 両国国技館 2019」突撃リポート (ニコニコ生放送※：両国国技館、2019年12月8日)[73]
  - ヤシロ＆ササキのレバガチャダイパン ～みんなで行こうぜ社ん家～イベント直前突撃リポート (ニコニコ生放送※：KT Zepp Yokohama、2020年12月8日)[74]
  - 剣持刀也リアルソロイベント【虚空集会】イベント直前突撃リポート (ニコニコ生放送※：KT Zepp Yokohama、2020年12月9日)[75]
  - 「Inui Toko 1st Solo Live "who i am」イベント直前突撃リポート (ニコニコ生放送※：KT Zepp Yokohama、2020年12月10日)[76]
  - Kaede Higuchi Live 2021 "AIM"直前突撃リポート (ニコニコ生放送※：TACHIKAWA STAGE GARDEN、2021年2月19日)[77]
- フルーツバスケット
  - フルーツバスケット アニメ化決定記念イベント (幕張国際研修センター シンポジウムホール、2019年3月16日)[78]
  - フルーツバスケット 1st season special event ～宴を始めましょう～ (三郷市文化会館大ホール、2019年10月19日)[2]
  - TVアニメーション「フルーツバスケット」2nd seasonスペシャルイベント～ファイトー!オー!なのです!～ (LIVE GATE※・PIA LIVE STREAM※・あにてれ※：2020年10月11日)[79]
- リスアニ!LIVE
  - リスアニ!LIVE 2020 SUNDAY STAGE (幕張メッセ イベントホール、2020年2月9日)[80]
  - リスアニ！LIVE 2021 開催直前特番 予習？復習？“リスアニ！LIVE上映会”【第1夜】 (YouTube※：2021年2月21日)[81]
  - リスアニ！LIVE 2021 開催直前特番 予習？復習？“リスアニ！LIVE上映会”【第2夜】 (YouTube※：2021年2月21日)[81]
  - リスアニ!LIVE 2021 SUNDAY STAGE (Stagecrowd※・Streaming+※・ニコニコ生放送※：日本武道館、2021年2月28日)[82]
- 放置少女
  - みんなの放置でここまで愛は深まった～『放置少女』秋の束縛&声優スペシャル (ニコニコ生放送※・YouTube※・Periscope※：2020年9月20日)[83]
  - 今年もたくさんの愛と放置をありがとう『放置少女』～冬の大忘年会SP～ (ニコニコ生放送※・YouTube※・Periscope※：2020年12月12日)[84]
  - 祝！「放置少女」4周年！～みんなの愛が溢れて止まらないSP～ #3 (ニコニコ生放送※・YouTube※・Periscope※：2021年3月20日)[85]
- 初音ミク ヴァンパイア・フェス＜＜マチゲリータ様×KAJIMO様 対談イベント!!＞＞ (渋谷マルイ、2018年1月21日)[86]
- ゲーム音楽ステージ@闘会議2018[DAY1] (ニコニコ生放送※：幕張メッセ 国際展示場ホール、2018年2月10日)[87]
- ゲーム音楽ステージ@闘会議2018[DAY2] (ニコニコ生放送※：幕張メッセ 国際展示場ホール、2018年2月11日)[88]
- ～「うまかんべぇ～祭」プレイベント～ 「うまフェス2018」ららマジ 器楽部会議 in ハミングホール (東大和市民会館ハミングホール、2018年3月4日)[89]
- 『名探偵ピカチュウ』発売記念公開生放送 (ニコニコ生放送※：ニコニコ本社イベントスペース、2018年5月3日)[90]
- ナルコレ 3周年記念特番 "走召"生コレ (ニコニコ生放送※：2018年5月26日)[91]
- 阿澄佳奈 星空ひなたぼっこ DVD7発売記念公開収録 (文化放送メディアプラスホール、2018年5月27日)[92]
- 「働くお兄さん!の2!」先行上映会 (Alternative Theatre、2018年7月1日)[93]
- 『世紀末デイズ』 公式生放送 (ニコニコ生放送※・Periscope※：2018年8月31日)[94]
- 「重神機パンドーラ」ネオ翔龍市民感謝祭 (豊洲PIT、2018年9月30日)[95]
- 【ナルコレ】うずまきナルト誕生日前夜祭"走召"生コレ (ニコニコ生放送※・Periscope※：2018年10月9日)[96]
- アニ玉祭2018 スペシャルライブ (大宮ソニックシティ大ホール、2018年10月14日)[97]
- A&Gフェス 浜松町グリーンサウンドフェスタ 浜祭 2018 IN 東京タワーステージ (東京タワー、2018年11月3日)[98]
- ランティス祭り2019 開催記者会見発表&アフタートーク (LINE LIVE：2018年11月26日)[99]
- えなこBirthdayParty2019 (バトゥール東京、2019年1月20日)[100]
- ワンダーフェスティバル2019[冬] ホビージャパンブース『えんどろ～!』スペシャルステージ (幕張メッセ 国際展示場ホール、2019年2月10日)[101]
- 豊田萌絵Birthday Party2019 ～年女だよー!猪突萌進!!!!～ (新宿ReNY、2019年3月10日)[102]
- Nintendo Switch『囚われのパルマ』発売決定おめでとう生放送! (ニコニコ生放送※：2019年6月1日)[103]
- ホビージャパン半世紀祭り えんどろ～!ふりかえろ～!ろ～る"スペシャル"! ～勇者パーティーのトークステージ～ (秋葉原UDX アキバ・スクエア、2019年6月2日)[104]
- 「20th Annivesaey Live ランティス祭り2019 A・R・I・G・A・T・O ANISONG」サテライトステージ DAY1 (ニコニコ生放送※：幕張メッセ ホール11、2019年6月21日)[105][106]
- 「20th Annivesaey Live ランティス祭り2019 A・R・I・G・A・T・O ANISONG」サテライトステージ DAY2 (ニコニコ生放送※：幕張メッセ ホール11、2019年6月22日)[105][107]
- 「20th Annivesaey Live ランティス祭り2019 A・R・I・G・A・T・O ANISONG」サテライトステージ DAY3 (ニコニコ生放送※：幕張メッセ ホール11、2011年6月23日)[105][108]
- 創作女子応援プロジェクト「モノは富士通のイケメンPC発表会」 (デジタルハリウッド大学 駿河台ホール、2019年8月24日)[2]
- TVアニメ「あひるの空」第1話先行上映会 (TOHOシネマズ新宿、2019年9月25日)[109]
- 森口博子×鮎川麻弥 シングルリリース記念特番 (LINE LIVE※：2019年10月21日)[110]
- 「ハレスタオープニング記念イベント DAY2～池袋の新スタジオに池メン晴れオトコ大集合!!～」 (ニコニコ生放送※：HarezaSTUDIO ハレスタ、2019年11月3日)[111]
- ARGONAVISプロジェクト発表会 (YouTube※・Periscope※：2019年11月5日)[112]
- 出張!マッスルショット情報局～聖夜の生配信の巻～ (ニコニコ生放送※・YouTube※・Periscope※：HarezaSTUDIO ハレスタ、2019年12月25日)[113]
- えなこBirthdayParty2020 (バトゥール東京、2020年1月25日)[114]
- 『1/26(日)浅沼晋太郎1st写真集出版記念イベント』第1部／第3部 (東京総合美容専門学校 マルチホール、2020年1月26日)[115]
- アルゴナビス from BanG Dream! アニメ制作発表会 (YouTube※・Periscope※：2020年1月29日)[116]
- 「ANIMA」発売前夜 ReoNa×SAO 生ライブSP特番 in ABEMA (ABEMA※：2020年7月21日)[117]
- 森口博子『Gundam Songs Night at GUNDAM CHANNEL』 (YouTube※：2020年8月16日)[118]
- 【9月13日(日)開催】スペシャルプログラム＠GUNDAM Café TOKYO BRAND CORE (ガンダムファンクラブ※：GUNDAM Café TOKYO BRAND CORE、2020年9月13日)[119]
- 森口博子「GUNDAM SONG COVERS 2」発売記念LINE LIVE (LINE LIVE※：2020年9月16日)[120]
- 『食物語』リリース事前生放送 空桑餐庁 ～第1回～ (ニコニコ生放送※・YouTube※・Mirrativ※・Periscope※：2020年10月17日)[121]
- 『食物語』リリース間近生放送 空桑餐庁 ～第2回～ (ニコニコ生放送※・YouTube※・Mirrativ※・Periscope※：2020年10月25日)[122]
- 【11月1日(日)開催】スペシャルトークプログラム＠GUNDAM Café TOKYO BRAND CORE (ガンダムファンクラブ※：GUNDAM Café TOKYO BRAND CORE、2020年11月1日)[123]
- ミルダム×コトダマンチャレンジ! (Mildom※：2020年11月28日)[124]
- 【浅沼晋太郎45th BIRTHDAY】カウントダウン生放送スペシャル！ (ニコニコ生放送※：2021年1月4日)[125]
- リリース記念 『盾の勇者の成り上がりRERISE』公式生放送！ (YouTube※：2021年3月7日)[126]
- 恋愛VRコミュニケーションゲーム「VRカレシ」公式生放送『VR生カレシ』 (YouTube※：2021年3月18日)[127]

### その他イベント
- A&Gオールスター2016 (パシフィコ横浜国立大ホール、2016年10月23日)
- 第3回『アニラジアワード』授賞式 (文化放送メディアプラスホール、2017年3月15日)
- AnimeJapan2017オープンステージ Program3『第3回アニラジアワード 受賞者コラボラジオステージ 鷲崎健の昼だけどヨルナイト×アニラジアワード』 (2017年3月26日、東京ビッグサイト)
- 伊福部崇のラジオのラジオのイベントVol.10 (科学技術館サイエンスホール、2017年12月24日)
- 第4回『アニラジアワード』授賞式 (文化放送メディアプラスホール、2018年3月8日)
- A&Gオールスター2018 (パシフィコ横浜国立大ホール、2018年10月7日)